# Casa Museo Tudor
La Casa Museo Tudor es un edificio histórico, museo, atracción turística, y monumento clasificado como Grado I en la Ciudad Vieja de Southampton, Inglaterra. Establecido como el primer museo de Southampton en 1912, la casa fue cerrada durante nueve años entre 2002 y 2011 mientras se llevaba a cabo una vasta restauración.
La casa está ubicada en Bugle Street, frente a St. Michael's Square, en la Ciudad Vieja de Southampton.

## Historia

### 1180-1400

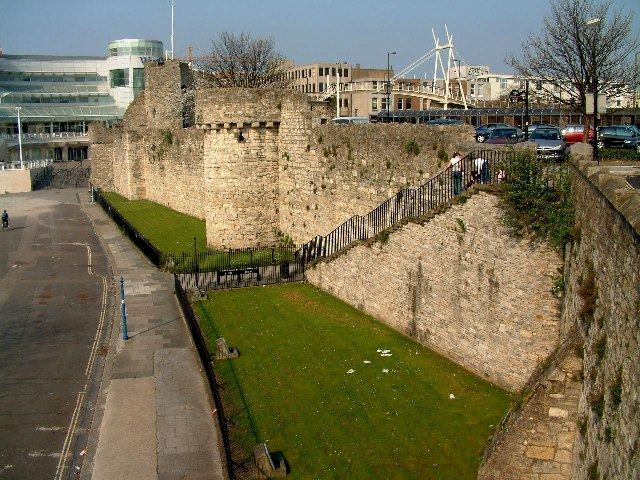
Muralla medieval de Southampton, erigida tras 1336.

La parte más antigua del lugar es la vivienda normanda, construida en 1180. Aunque el sitio es conocido como el Palacio del Rey Juan no hay evidencia de que el rey Juan de Inglaterra hubiera visitado la casa. En el siglo XIV el comerciante y alcalde de Southampton John Whytegod vivió en la propiedad. Tras el ataque francés en 1338 sus muros fueron convertidos en lo que sería posteriormente la muralla defensiva de Southampton. Sus ventanas y puertas fueron rellenadas o sustituidas por aspilleras. Se trata de uno de los mejores ejemplos de la arquitectura doméstica normanda en Inglaterra.

### 1400-1550
El cuerpo principal de la casa fue ampliado y desarrollado por Sir John Dawtrey (fallecido en 1518), un importante terrateniente, miembro del parlamento y alguacil. El dinero fue también destinado a la construcción, equipamiento y aprovisionamiento de naves-incluyendo el Mary Rose. Durante el periodo Tudor, la casa fue el hogar de influyentes miembros de la sociedad de Southampton incluyendo a Sir Richard Lyster (1480-1554), juez y Jefe de Justicia de Inglaterra.

### 1550-1700
En los siglos XVI y XVII el edificio fue usado como casa de comerciantes y para la fabricación de telas. Durante su restauración, en 2007, los conservadores descubrieron que muchos muros fueron cubiertos con grafitis que databan de entre 1570 y 1620. Las imágenes incluyen barcos, caricaturas de personajes y animales exóticos. Durante ese periodo la Casa Tudor fue poseída por propietarios de naves, y es probable que la casa fuera usada como lugar de alojamiento para marineros y corsarios. Los grafitis son considerados actualmente como una de las piezas mejor conservadas de los grafitis marítimos de esta época en Inglaterra

### 1700-1800
Durante el siglo XVIII la Casa Tudor fue poseída por el artista George Rogers, quien llevó a cabo significativas modificaciones en la casa, incluyendo la construcción de un ala georgiana, que se completa con dos grandes ventanas de guillotina. En este tiempo las vigas de roble de la fachada frontal de la casa habían sido enlucidas y repintadas.
Las reformas de la casa coincidieron afortunadamente con aquellas de Southampton, que se había convertido en el balneario de moda, debido al descubrimiento de un manantial de agua mineral.

### 1800-1900
Durante una gran parte del siglo la casa fue dividida en propiedades de arrendamiento. En ésta también se llevaron a cabo negocios, relacionados con la tintorería, la encuadernación o la sombrerería; así como también funcionó como la oficina de un arquitecto. Al final del siglo XIX la zona alrededor de la Casa Tudor se había convertido en uno de los peores suburbios de la ciudad, con agua corriente limitada, casas plagadas de enfermos e inquilinos desnutridos. Debido a esto toda la zona, incluida la Casa Tudor, fue programada para demolición.

### 1900-2000
En 1886, cuando la casa se encontraba amenazada por la demolición, el filántropo local William Spranger la compró, reconociendo su significado como un lugar de gran importancia histórica. Spranger llevó a cabo significativos cambios en la casa, incluyendo la instalación de una galería de 'trovadores' sobre la sala de banquetes, así como la construcción de diversas puertas donde anteriormente no había ninguna. Durante doce años dirigió una campaña para convertir la casa en un museo. Finalmente tuvo éxito, y la casa se inauguró como museo el 31 de julio de 1912.
En 2012 su centenario fue celebrado inaugurando con un precio de admisión de 6 peniques, el mismo precio que costaba la entrada durante la primera inauguración del museo.
Durante la Segunda Guerra Mundial la Casa Tudor y su Jardín fue inaugurado como museo, y su bodega fue usada como un refugio antiaéreo por el conservador del museo, Edward Judd, y su familia durante el Bombardeo Aéreo de Southampton en 1940. La Casa Tudor permaneció sin daños, a pesar de que una casa muy cercana fue destruida.
A finales del siglo el museo se encontraba completamente arruinado; una combinación de pobres trabajos de restauración y tiempo.De acuerdo con un estudio llevado a cabo en 1999, la casa se encontraba 'abierta como los pétalos de una flor, en referencia a la forma en que la casa se inclinaba hacia el exterior.

## Renovación y reapertura
En 1999 un estudio sobre el edificio reveló importantes problemas estructurales, y la necesidad de importantes trabajos de renovación para preservar el edificio. Los fondos fueron recabados del Consejo de la Ciudad de Southampton, el Fondo para el Patrimonio en Riesgo, el English Heritage y otros donantes.
El museo se cerró al público en 2002, y permaneció cerrado por nueve años. Durante este tiempo sus muros fueron fortalecidos, se añadió una nueva interpretación, y se llevaron a cabo trabajos arqueológicos. Además se añadió un nuevo edificio, consistente en una cafetería y aseos. Estos fueron diseñados para mantener el edificio original.

## Jardín

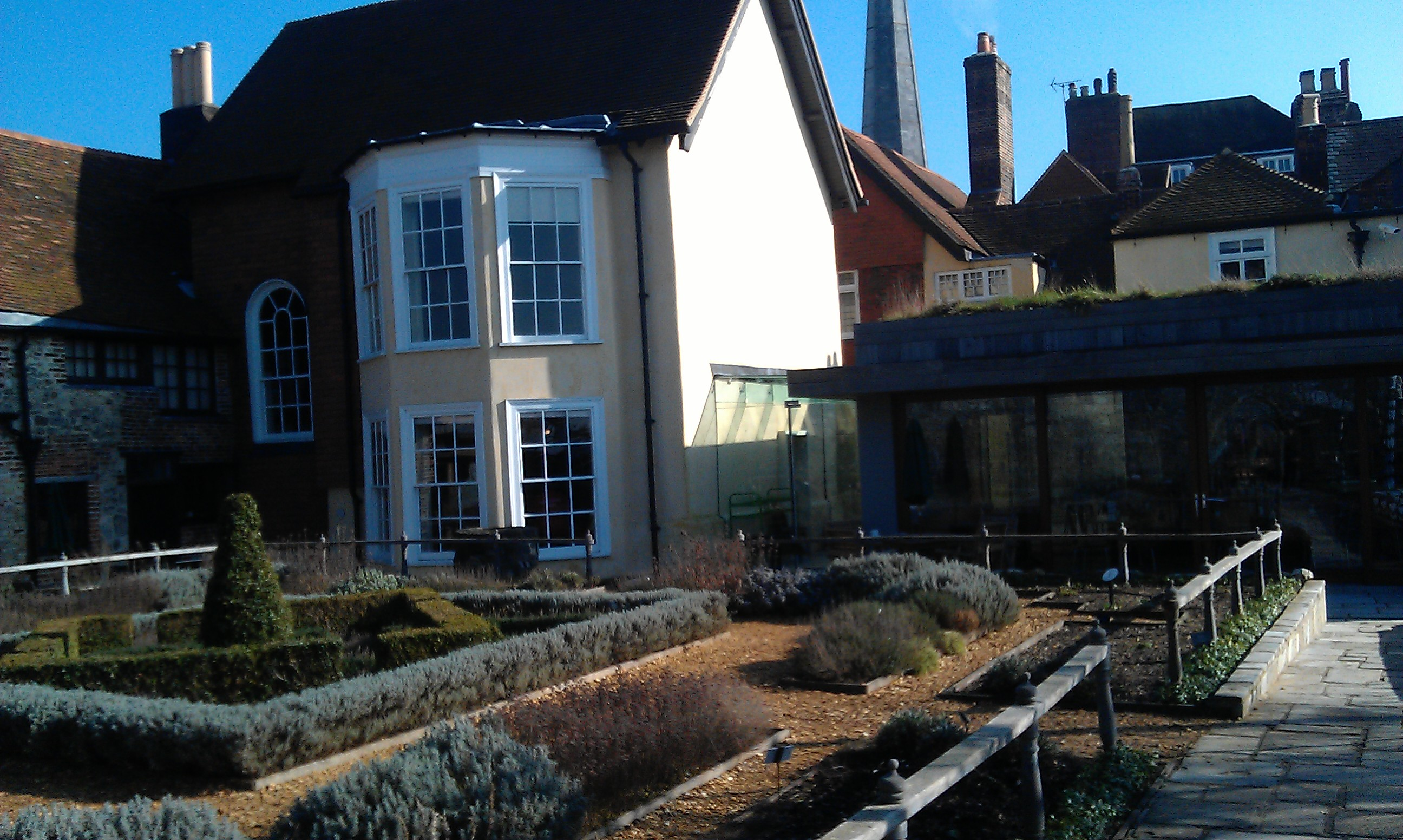
El Jardín de la Casa Tudor, febrero de 2013.

El jardín fue inicialmente creado en el siglo XVI, y fue visto como una extensión de la misma casa. El jardín actual es una recreación de un jardín de nudo Tudor, y fue diseñado por la historiadora de jardines Sylvia Landsberg. Las plantas del jardín representan los tipos de plantas que podrían encontrarse durante el periodo Tudor, particularmente hierbas y plantas comestibles.
El jardín está basado en manuscritos y otras fuentes históricas. Las características del jardín incluyen parapetos y montes, una fuente, un cenador, y una colmena.

## Comodidades
El museo moderno comprende un número de comodidades, que incluyen:
- Estancia para la interpretación del arte
- Cafetería moderna
- Edificio para los aseos
- Espacio de aprendizaje
- Tienda de regalos
- Espacio de conferencias
- Habitación familiar

Además, la casa es también un lugar permitido para la celebración de bodas y se encuentra disponible para su contratación.